# John McLaughlin
John McLaughlin   (Doncaster, 4 de gener de 1942) és un guitarrista de jazz britànic. Es va donar a conèixer com integrant del grup de Miles Davis a finals dels anys 60, juntament amb altres coneguts músics com Chick Corea i Tony Williams. Va ser considerat el 68è millor guitarrista de tots els temps per la revista nord-americana Rolling Stone.

## Història
Abans de traslladar-se als Estats Units, McLaughin va gravar l'àlbum “Extrapolation” amb Tony Oxley i John Shurman el 1969, un àlbum que mostra la seva tècnica, velocitat i precisió.
Es va traslladar, doncs, als EUA el 1969 per unir-se al grup “Lifetime” de Tony Williams. Seguidament, va tocar amb Miles Davis en els àlbums “In a silent way”, “Bitches brew” i “A tribute to Jack Johnson”. McLaughlin va tornar amb la banda de Davis dues nits que van ser gravades i llançades com a part de l'àlbum en viu Live / Evil.
El 1971 forma la Mahavishnu Orchestra, una banda elèctrica bastant respectada per tot el món, a causa de la seva complexa fusió del jazz amb la música índia i el jazz-rock.
Després de la dissolució de la banda, John va treballar amb el grup de música acústica Xacti. Aquest grup combinava la música índia amb elements de jazz, podent ser considerats com un dels pioners de l'anomenada world music.
Juntament amb Carlos Santana, McLaughin va ser un seguidor del guru Sri Chinmoy, i el 1973 ambdós van col·laborar en un àlbum de cançons devocionaris titulat “Love, devotion, surrender” que incloïa també enregistraments de músiques de John Coltrane entre les quals “A love supreme”.
A l'inici de la dècada del 1980, es va ajuntar amb Al Di Meola i Paco de Lucía i junts van gravar “Friday night in San Francisco”. El trio, conegut com “The guitar trio” es va reunir de nou el 1996 per l'enregistrament d'un àlbum i la consegüent gira mundial.
Més recentment va realitzar una gira amb “Remember Shakti”. A més de l'original membre dels “Shakti” Zakir Hussain, aquest grup va comptar amb la participació d'eminents músics indis, com U. Srinivas, V. Selvaganesh, Shivkumar Sharma i Hariprased Chaurasia.

## Discografia

### Àlbums d'estudi
1963 - 1967 - 1969 - 1970 Va integrar el llegendari Graham Bond Quartet al costat del fundador (teclat i saxofonista) homònim i pioner de l'ús del melotron a Anglaterra, que també comptava amb Jack Bruce en el baix i Ginger Baker en la bateria. La banda també es va anomenar Graham Bond Organisation
- 1969 Extrapolation
- 1969 The Jimi Hendrix & John McLaughlin Record Plant Session Nova York març 1969
- 1970 Devotion
- 1971 My Goal's Beyond
- 1971 The Inner Mounting Flame (Mahavishnu Orchestra)
- 1973 Love Devotion Surrender (Amb Carlos Santana)
- 1973 Between Nothingness And Eternity (en viu)
- 1973 The Lost Trident Sessions
- 1973 Birds Of Fire (Mahavishnu Orchestra)
- 1974 Apocalypse (Mahavishnu Orchestra)
- 1975 Visions Of The Emerald Beyond (Mahavishnu Orchestra)
- 1976 Shakti
- 1976 Inner Worlds
- 1977 A Handful Of Beauty
- 1977 Natural Elements
- 1978 Electric Guitarrist
- 1979 Electric Dreams
- 1981 Belo Horizonte
- 1983 Music Spoken Here
- 1987 My Goals Beyond
- 1993 Equip Remembered: John McLaughlin Plays Bill Evans
- 1995 After the Rain
- 1996 The Promise
- 1997 The Heart of Things
- 1999 Remember Shakti
- 2003 Thieves and Poets
- 2006 Industrial Zen
- 2008 Floating Point

### Àlbums en viu
- 2000 The Heart of Things: Live in Paris

### Compilacions
- 1990 Greatest Hits